# بی‌بی یان (مسجدسلیمان)
بی‌بی یان مسجدسلیمان(بی بیان) محله‌ای در شهرستان مسجدسلیمان در استان خوزستان است. میدان نفتی مسجدسلیمان در محدوده این محله قرار گرفته است. این محله در محدوده جنوب شرقی مسجدسلیمان قرار دارد. مردم این منطقه لر هستند و از ایل بختیاری می‌باشند.

## وجه تسمیه
نام «بی‌بی یان» برگرفته از ترکیب لقب «بی‌بی» و نام یک پرستار انگلیسی به نام «یان» است. در دوران حضور انگلیسی‌ها در منطقه مسجدسلیمان، این زن پرستار خدمات فراوانی به ساکنان منطقه ارائه کرد. مردم محلی در قدردانی از او، لقب «بی‌بی» را به نشانه احترام به وی دادند و ترکیب «بی‌بی یان» به عنوان نام این منطقه شناخته شد.

## ساختار محله
بی‌بی یان یکی از منطقه های قدیمی و صنعتی شهرستان مسجدسلیمان در استان خوزستان است که در اطراف پالایشگاه بی‌بی یان، معروف به کارخانه جی‌پی (GP – Gas Plant) شکل گرفته‌است. این محله در گذشته و حال، نقش مهمی در صنعت نفت ایران داشته و میزبان تأسیسات نفتی، پالایشگاهی و مسکونی متعددی است.
محله بی‌بی یان شامل مناطق و بخش‌هایی مانند: شیخ‌آباد، نفت‌ آباد،  خواجه‌ آباد، مرغ‌ آباد، شالو آباد، سبزآباد، شرکت کوار، نمره نه، لین کارمندی و کارگری، لین فرهنگیان، هلال احمر، حاتم‌ آباد، ظلم‌ آباد، کوی شهید خوش‌ اخلاق، کوی شهیدان، چهل دستگاه،سی و هفت دستگاه و کوی فردوسی می‌باشد.

## مراکز آموزشی و فرهنگی
- منطقه بی‌بی‌یان در شهر مسجدسلیمان دارای چندین مرکز آموزشی و فرهنگی فعال است. دانشگاه پیام نور بی‌بی‌یان مهم‌ترین مرکز آموزش عالی در این منطقه محسوب می‌شود. در مقطع متوسطه، دبیرستان دخترانه رضوان، دبیرستان دخترانه جهاد و دبیرستان پسرانه فردوسی فعالیت دارند. همچنین مدارس ابتدایی این محله شامل دبستان ثامن‌الائمه، دبستان شالو، دبستان غیردولتی پسرانه سینا، دبستان غیردولتی دخترانه سپاس علم و دبستان کریم فاطمی ( مدرس) می‌باشند.  کتابخانه عمومی داراب افسر بختیاری از مراکز فرهنگی مهم منطقه است که خدمات مطالعه و کتابداری ارائه می‌دهد. علاوه بر آن، مؤسسه خیریه  رضایی در امور حمایتی و نیکوکاری فعالیت دارد.[۱۰]

## اماکن مذهبی و آرامستان‌ها
- از جمله مراکز مذهبی محله بی‌بی‌یان می‌توان به مسجد جامع رضا بن موسی، مسجد سجاد بن حسین در خواجه‌آباد، و حسینیه شیخ‌آباد اشاره کرد. همچنین آرامستان‌های فامیلی همچون قبرستان طایفه شهنی در سرشوادان بی‌بی‌یان و قبرستان فامیلی خواجه‌آباد در این منطقه قرار دارند.

## اماکن ورزشی و تفریحی
- منطقه بی‌بی‌یان دارای مجموعه‌ای از مراکز ورزشی و تفریحی فعال است که نقش مهمی در ارتقای سلامت جسمی و روحی ساکنان ایفا می‌کنند. از جمله این مراکز می‌توان به مجموعه ورزشی نفت و ورزشگاه آزادگان بی‌بی‌یان و همچنین مجموعه ورزشی شهدای کارگر اشاره کرد که محل برگزاری تمرینات و مسابقات ورزشی در رشته‌های مختلف هستند. باشگاه گلف بی بی یان (باشگاه گلف مسجدسلیمان) به عنوان نخستین زمین گلف ایران نیز در این منطقه واقع شده است. همچنین باشگاه فرهنگی ورزشی آزادگان مسجدسلیمان از جمله مراکز فعال در زمینه توسعه ورزش‌های همگانی و قهرمانی به شمار می‌رود.  در حوزه تفریحی، پارک‌های متعددی در بی‌بی‌یان احداث شده‌اند که از جمله آن‌ها می‌توان به پارک جنگلی بی‌بی‌یان (پارک ملت)، پارک فردوسی، پارک شهید خوش‌اخلاق، پارک بوستان، پارک فرهنگ، پارک تپه شهدای گمنام و پارک شیخ‌آباد اشاره کرد.[۱۱][۱۲][۱۳][۱۴]

## تاسیسات صنعتی و بهداشتی
- منطقه بی‌بی‌یان به‌واسطه تأسیسات صنعتی خود شامل پالایشگاه وکارخانه‌ گوگردسازی، گچ‌سازی، کارخانه تقطیر و معروف است. همچنین، واحد بهره‌برداری نمره ۹ وچاه نفت شماره ۲۱۲ و چاه هشت‌تش و گودال پیت روشن نمره ۹ از منابع مهم نفتی منطقه هستند. برای حفظ محیط زیست، تصفیه‌خانه قدیمی آب و فاضلاب و ایستگاه آتش‌نشانی شماره ۴ در این ناحیه فعالیت می‌کنند. علاوه بر این، پایگاه بهداشت و سلامت بی‌بی‌یان خدمات درمانی به ساکنان و مسافران ارائه می‌دهد. موزه بزرگ صنعتی بی‌بی‌یان نیز به‌عنوان مرکز فرهنگی و تاریخی، تجهیزات صنعتی گذشته را به نمایش می‌گذارد.[۱۵][۱۶][۱۷][۱۸][۱۹][۲۰][۲۱][۲۲]